# Limilngan-Wulna jezici
Limilngan-Wulna jezici, malena australska jezična porodica iz Arnhem Landa, Sjeverni teritorij, Australija. Obuhvaća svega dva jezika, od kojih je jedan izumro a drugi je imao svega jednog govornika 1981.
Predstavnici su: limilngan ili manadja [lmc] †; wulna [wux], 1 (Wurm and Hattori 1981).
Po ranijoj klasifikaciji limilngan se vodio kao izolirani jezik, a wulna kao jedan od dva laragiyan jezika

## Vanjske poveznice
- Ethnologue (15th)